# Vanessa Kossen
Vanessa Kinuko Kossen, niederdeutsch Nessie, (* 1981 oder 1982 in Berlin-Charlottenburg) ist eine deutsche Journalistin und Fernsehmoderatorin.

## Leben
Vanessa Kossen wurde in Berlin-Charlottenburg geboren und wuchs nach einem Umzug der Familie in Höltinghausen im Oldenburger Münsterland auf. In der Familie wurde Plattdeutsch und Hochdeutsch gesprochen.
Vanessa Kossen begann ihre Medienlaufbahn mit einer einstündigen und wöchentlich live ausgestrahlten Sendung mit dem Titel 99 Grad beim Offenen Kanal Cloppenburg. Sie studierte Kulturanthropologie an der Universität Hamburg und absolvierte danach ab 2009 ihr Volontariat beim Norddeutschen Rundfunk. Jahrelang war sie Sprecherin der Norichten op Plattdüütsch beim Radiosender NDR 90,3. Kossen wurde 2014  Moderatorin der plattdeutschen Sendung Hallo Niedersachsen op Platt. Außerdem fungiert sie als Reporterin im Bereich des Pferdesports für den Sportclub und die Sportschau. 2015 wurde sie für den Bremer Fernsehpreis in der Kategorie „Beste Moderatorin/Bester Moderator“ nominiert. Von 2018 bis 2021 moderierte sie vertretungsweise auch die Sendung Mein Nachmittag im NDR Fernsehen. Im Jahr 2020 moderierte sie Pfote sucht Körbchen. Außerdem ist sie seit diesem Jahr auch zusammen mit Thilo Tautz in der Reise-Reportage Unterwegs auf der Luftlinie zu sehen. Ein Jahr später führte sie mit Daniel Sprehe durch die Dokumentation Ackern für Norddeutschland. Darüber hinaus war sie in drei Folgen der Reise-Doku Abenteuer Kanu-Tour zu sehen. 2022 wurde sie Moderatorin des Magazins De Noorden op Platt.